# Silene variegata
Silene variegata ist eine Pflanzenart aus der Gattung der Leimkräuter (Silene) innerhalb der Familie der Nelkengewächse (Caryophyllaceae).

## Beschreibung

### Vegetative Merkmale
Silene variegata ist eine ausdauernde krautige Pflanze, die Wuchshöhen von 3 bis 10 Zentimeter erreicht. Es wird ein langes, niederliegendes Rhizom gebildet. Der aufsteigende Stängel ist kahl.
Die Laubblätter sind fleischig und kahl. Die Grundblätter sind spatelförmig. Die Stängelblätter sind blau- oder grau-grün mit helleren Nerven und elliptisch bis eiförmig oder verkehrt-eiförmig-lanzettlich. 

### Generative Merkmale
Die Blütezeit reicht von Mai bis Juli oder Juni bis August. Der Blütenstand enthält nur wenige Blüten. Die zwittrige Blüte ist radiärsymmetrisch und fünfzählig mit doppelter Blütenhülle. Der Kelch ist 11 bis 15 Millimeter lang. Die Krone ist gräulich-violett.
Die Kapselfrucht ist bei einer Länge von 8 bis 11 Millimetern eiförmig-lanzettlich. Der Karpophor ist 3 bis 3,5 Millimeter groß.
Die Chromosomenzahl beträgt 2n = 24.

## Ökologie
Bei Silene variegata handelt es sich um einen Kriech-Hemikryptophyten.

## Vorkommen
Silene variegata ist auf Kreta endemisch. Diese seltene Art gedeiht in den drei Hauptgebirgszügen Kretas. Silene variegata wächst meist auf Kalkgeröllhalden, seltener auch auf Kalkfelsen, in Höhenlagen von 1400 bis meist 1700 bis 2400 Metern.

## Taxonomie
Die Erstbeschreibung erfolgte 1808  unter dem Namen (Basionym) Lychnis variegata  durch René Louiche Desfontaines in Annales du Museum National d'Histoire Naturelle, Band 11, Seite 442, Tafel 44. Die Neukombination zu Silene variegata (Desf.) Boiss. & Heldr. wurde 1849 durch Pierre Edmond Boissier und Theodor Heinrich Hermann von Heldreich in Diagnoses Plantarum Orientalium novarum, Serie 1, Band 8, Seite 82 veröffentlicht.